# Javier Rodríguez Nebreda
Javier Rodríguez Nebreda, meglio noto come Javi Rodríguez (Santa Coloma de Gramenet, 26 marzo 1974), è un allenatore di calcio a 5 ed ex giocatore di calcio a 5 spagnolo, due volte campione del mondo e quattro volte campione europeo con la nazionale spagnola.

## Carriera

### Club
Utilizzato nel ruolo di esterno, Rodríguez ha debuttato con il Sant Andreu nella stagione 1991-92. È poi passato all'Industrias García dove è rimasto fino al termine della stagione 1996-97 quando si è trasferito al Playas de Castellón, con cui otterrà i migliori risultati a livello di club. Al termine della stagione 2005-06 è passato ai catalani del Barcellona con cui ha giocato fino al 2012. Nel 2019 è stato inserito nel quintetto ideale stilato dalla Liga Nacional de Fútbol Sala per celebrare i trent'anni della propria istituzione.

### Nazionale
A partire alla medaglia d'argento al FIFA Futsal World Championship 1996, Rodriguez ha partecipato a tutte le spedizioni spagnole che hanno portato le furie rosse a contendere al Brasile la palma di migliore nazionale del pianeta. Rodriguez è stato nella spedizione medaglia d'argento agli UEFA Futsal Championship 1999, l'anno dopo è stato campione del mondo al FIFA Futsal World Championship 2000 dove in finale ha battuto il Brasile, e campione d'Europa agli UEFA Futsal Championship 2001 in Russia. Si è confermato campione del mondo con la Spagna al FIFA Futsal World Championship 2004 e ha riconquistato l'alloro europeo in Repubblica Ceca nel 2005. La sua prima partita con la selezione spagnola è datata 3 ottobre 1995 ad Almada in Spagna-Belgio 11-3 mentre la centesima gara è stata Spagna-Serbia Montenegro 5-0 del 21 febbraio 2006 a Pamplona.

## Palmarès

### Club

#### Competizioni nazionali
- Campionato spagnolo: 4
Playas de Castellón: 1999-00 e 2000-01
Barcellona: 2010-11, 2011-12
- Supercoppa di Spagna: 1
Playas de Castellón: 2004
- Coppa di Spagna: 2
Barcellona: 2010-11 2011-12

#### Competizioni internazionali
- Coppa UEFA: 3
Playas de Castellón: 2001-02, 2002-03
Barcellona: 2011-12
- European Champions Tournament: 1
Playas de Castellón: 2001

### Nazionale
- Campionato mondiale: 2
Guatemala 2000, Taipei Cinese 2004
- Campionato d'Europa: 4
Russia 2001, Repubblica Ceca 2005, Portogallo 2007, Ungheria 2010